# Louis Pergaud

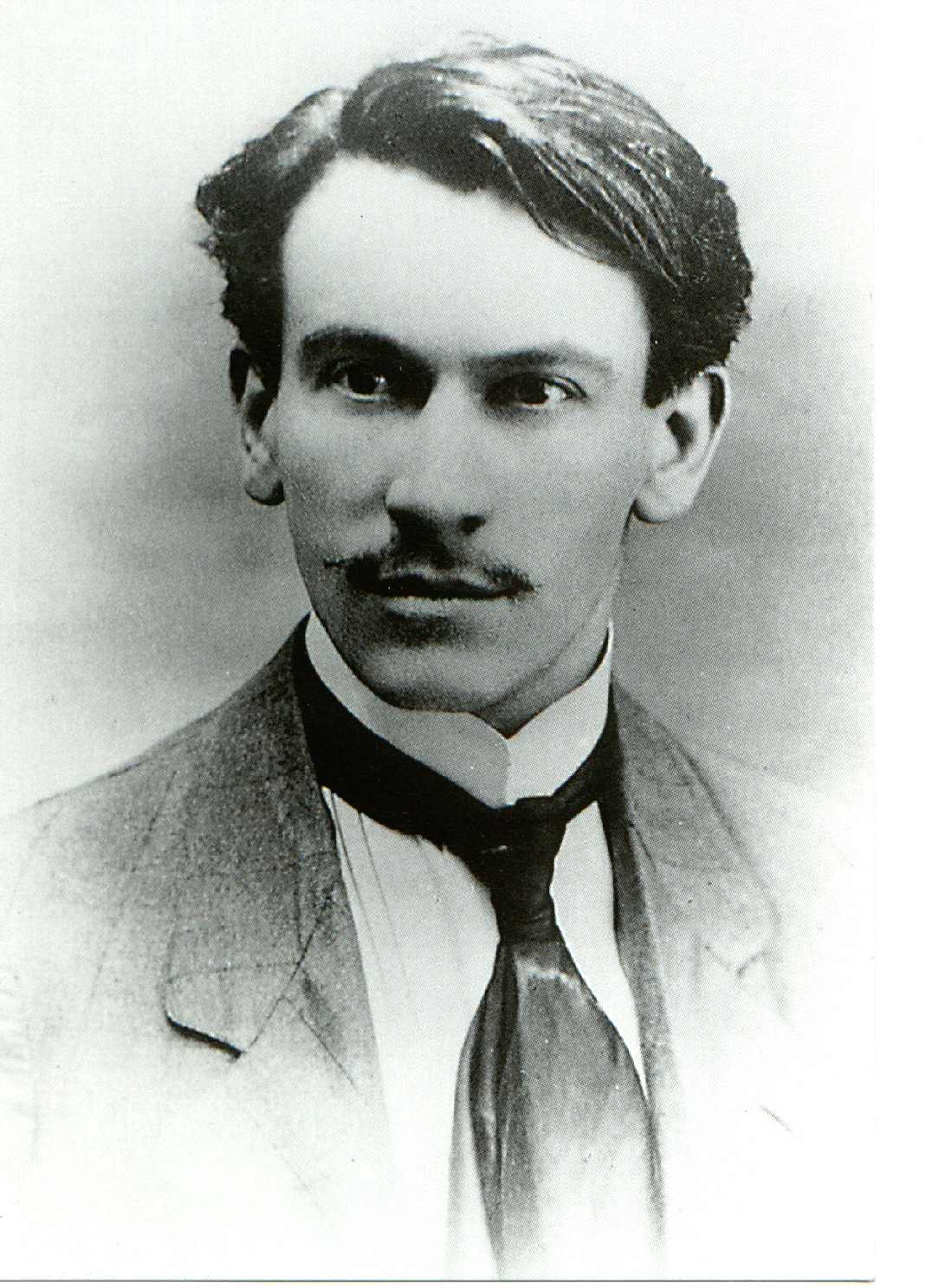
Louis Pergaud.

Louis Pergaud (Belmont, Doubs, 22 de enero de 1882 - batalla de Woëvre, Meuse, 4 de abril de 1915) fue un escritor francés. 
Quiso ser científico, pero sus aspiraciones se vieron truncadas como consecuencia de la muerte de su padre y el escaso nivel adquisitivo de su familia.
Trabajó como profesor suplente en Durnes y Landresse. Con posterioridad, ejerció de maestro rural. En 1908 publicó su primer libro de poemas, por el que le fue otorgado el Premio Goncourt. Será en 1912 cuando publique La guerra de los botones, obra de marcado carácter autobiográfico que narra en tono entrañable y desenfadado las aventuras derivadas de la rivalidad entre los chicos de dos pueblos franceses. 
Poco tiempo después apareció "Miraut, perro de caza", que al igual que su primera novela, se ambienta en el medio rural.
La publicación de estas obras fue simultaneada con la redacción de artículos periodísticos, poemas, relatos y estudios de psicología animal.
Será su compatriota Yves Robert, quien en 1961 llevará ‘La Guerra de Los Botones’ al cine.
Louis Pergaud murió en acto de servicio durante la  Primera Guerra Mundial, en la que combatía como sargento del Ejército Francés. Su cadáver nunca pudo ser reconocido.